# Sinopodisma wulingshana
Sinopodisma wulingshana är en insektsart som beskrevs av Fu, Peng, G. Peng och C. Zhu 1994. Sinopodisma wulingshana ingår i släktet Sinopodisma och familjen gräshoppor. Inga underarter finns listade i Catalogue of Life.